# بوريان مادزوفسكي
بوريان مادزوفسكي مواليد 8 مايو 1994 في سكوبيه، جمهورية مقدونيا، هو لاعب كرة يد مقدوني يلعب كظهير أيسر. مثل منتخب مقدونيا لكرة اليد.